# Freie Waldorfschule Bremen
Die Freie Waldorfschule Bremen in Bremen-Schwachhausen, Ortsteil Gete, Touler Straße 3, stammt aus dem Jahr 1925.
Das Gebäude steht seit 1996 unter Bremischem Denkmalschutz.

## Geschichte
Das ein- und zweigeschossige verklinkerte expressionistische Gebäude wurde 1972/74 nach Plänen von Werner Seyfert für den Schulbauverein Waldorfschule Bremen gebaut. Als Belobigung beim BDA-Preis Bremen 1978 wurde das Bauwerk ausgezeichnet.
Die Freie Waldorfschule Bremen wurde 1949 gegründet, an der nach der von Rudolf Steiner (1861–1925) begründeten Waldorfpädagogik unterrichtet wird. Die Ganztagsschule ist eine private einzügige Grund- und Oberschule mit den Klassen 1 bis 13.